# Erwin Gehrts

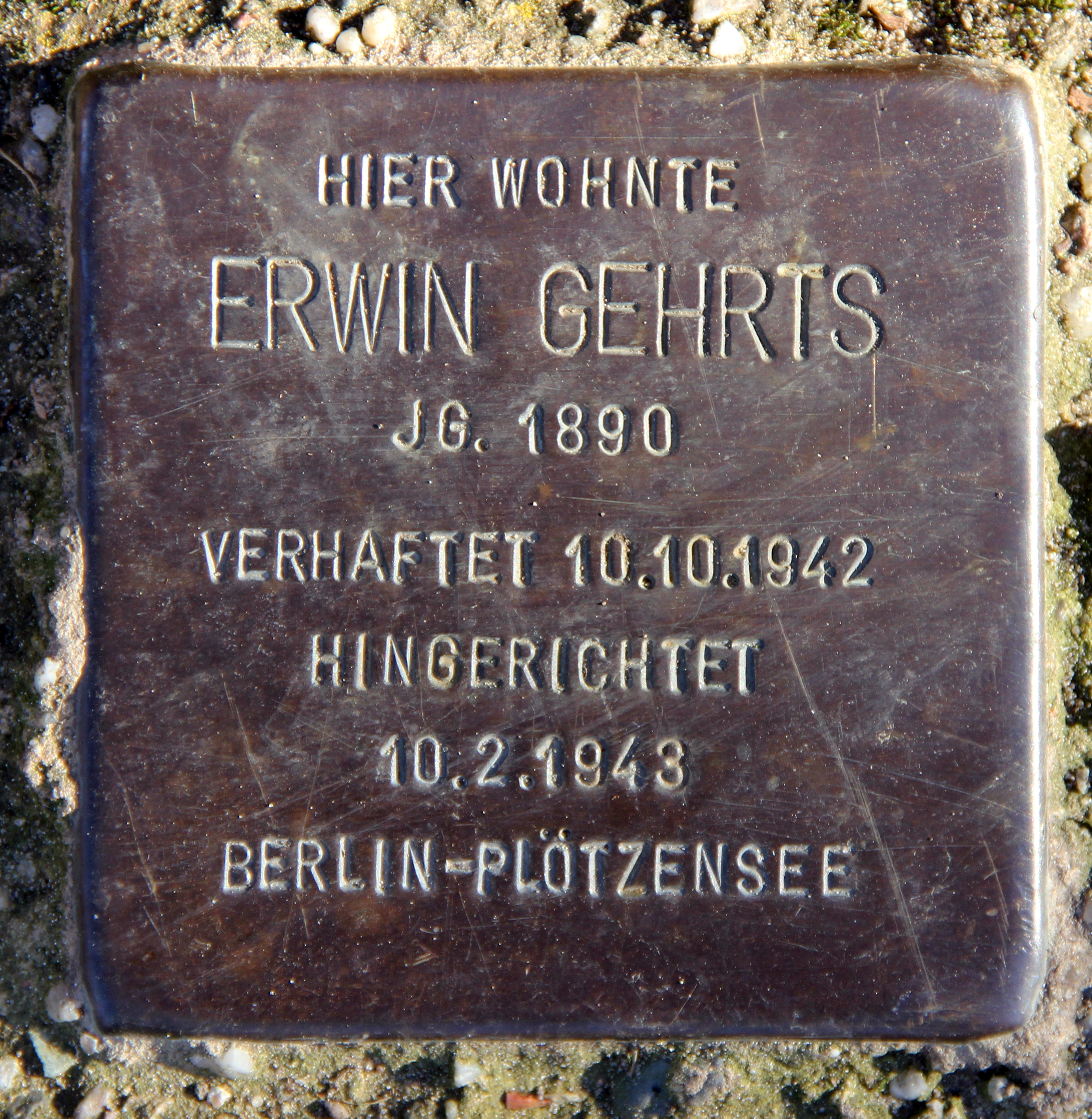
Stolperstein, Uhlandstraße 41a, in Berlin-Lichtenrade

Erwin Gehrts (* 18. April 1890 in Hamburg; † 10. Februar 1943 in Berlin-Plötzensee) war ein deutscher Widerstandskämpfer, Journalist und Oberst der Luftwaffe.

## Leben
Im Ersten Weltkrieg erlangte Gehrts den Rang eines Leutnants.
Bis 1932 war Gehrts Chefredakteur des Oberhausener Generalanzeigers und arbeitete dann als Journalist für die Tägliche Rundschau in Berlin.
1928 lernte er den aus Duisburg stammenden Harro Schulze-Boysen kennen, mit dessen Widerstandsgruppe Rote Kapelle kam er 1935 in Kontakt. Ab 1934 wohnte Gehrts in Berlin-Lichtenrade. Als Luftwaffensoldat war er seit 1939 Inspekteur der Aufklärungsflieger, schließlich Gruppenleiter beim Chef des Ausbildungswesens der Luftwaffe. Zum 1. April 1942 wurde er zum Oberst der Luftwaffe befördert.
Gehrts soll laut der Anklage des Reichskriegsgerichts militärische Informationen weitergegeben haben. Er wurde am 9. Oktober 1942 verhaftet und seine Gerichtsverhandlung fand am 10. Januar 1943 statt. Am 10. Februar 1943 wurde er in Plötzensee hingerichtet.

## Ehrungen
Vor seinem letzten Wohnort in der Uhlandstraße 41a wurde 2007 ein Stolperstein verlegt.

## Werksauswahl
- Der Aufklärungsflieger. Seine Aufgaben und Leistungen und die Überraschung im künftigen Kriege. Berlin 1939